# La Ciaspolada
La ciaspolada è una delle più importanti gare di ciaspole, conosciuta a livello internazionale e organizzata in gennaio a Fondo, in Valle di Non, in Provincia di Trento.

## Storia
La prima edizione risale al 1972. Il percorso è lungo circa 8 km, tutti da percorrere rigorosamente con le ciaspole sulla neve. La gara è aperta non soltanto ai professionisti, ma anche ad amatori, tanto che la partenza, specie negli ultimi anni, è sempre affollatissima.
La 34ª edizione, svoltasi il 6 gennaio 2007, ha visto una riduzione della lunghezza del percorso a causa della mancanza di neve nella zona. È stato comunque garantito un percorso di 6 km grazie alla neve artificiale. I partecipanti sono stati circa 6 000 e ha vinto tra gli uomini Giuliano Battocletti, mentre tra le donne si è imposta Cristina Scolari. Entrambi i concorrenti avevano vinto anche l'edizione precedente.
La 35ª edizione, svoltasi il 6 gennaio 2008, ha visto tagliare per primo il traguardo, nuovamente, il trentino Giuliano Battocletti. Con la terza vittoria della gara affianca il record di Antonio Molinari.
La 40ª edizione, nel 2013, è stato scelta dall'European Snowshoe Committee come gara valida per il titolo di campionato del mondo di specialità.
La bergamasca Maria Grazia Roberti (22'04”) che, dopo due secondi posti dietro a Cristina Scolari nel 2006 e nel 2007, si rifà sulla rivale con un vantaggio di 34”.
Il detentore in campo maschile del record della manifestazione è il salernitano Luigi Pastore con 5 vittorie, mentre in campo femminile Laura Fogli anch'essa con 5 vittorie.

## Albo d'oro

### Uomini
- 1973 - Dario Bertagnolli
- 1974 - Konrad Geiser
- 1975 - Davide Benoni
- 1976 - Davide Benoni
- 1977 - Mario Cappelletti
- 1978 - Davide Benoni
- 1979 - Tarcisio Cappelletti
- 1980 - Silvano Bertolini
- 1980 - Mario Cappelletti
- 1981 - Elvio Paris
- 1984 - Giovanni Lorenzini
- 1985 - Giovanni Lorenzini
- 1986 - Giovanni Lorenzini
- 1987 - Giorgio Moscon
- 1988 - Luigi Pastore
- 1989 - Mario Gelli
- 1990 - Salvatore Bettiol
- 1991 - Salvatore Bettiol
- 1992 - Bruno Stanga
- 1993 - Luigi Pastore
- 1994 - Luigi Pastore
- 1995 - Antonello Landi
- 1996 - Luigi Pastore
- 1997 - Luigi Pastore
- 1998 - Mustapha El Moussaoui
- 1999 - Limareng Simson
- 2000 - Antonio Molinari
- 2001 - Antonio Molinari
- 2002 - Antonio Molinari
- 2003 - Cherono Benson
- 2004 - Claudio Cassi
- 2005 - Antonio Santi
- 2006 - Giuliano Battocletti
- 2007 - Giuliano Battocletti
- 2008 - Giuliano Battocletti
- 2009 - Claudio Cassi
- 2010 - Jonathan Wyatt (Nuova Zelanda)
- 2011 - Jonathan Wyatt
- 2012 - Antonio Santi
- 2013 - Alex Baldaccini
- 2014 - Alex Baldaccini
- 2015 - Alessandro Rambaldini
- 2016 - Alex Baldaccini
- 2017 - Cesare Maestri
- 2018 - Cesare Maestri
- 2019 - Cesare Maestri
- 2020 - Alberto Vender
- 2021 - Gara non disputata
- 2022 - Cesare Maestri
- 2023 - Alberto Vender

### Donne
- 1974 - Nadia Torresani
- 1975 - Daniela Graziadei
- 1976 - Daniela Graziadei
- 1977 - Claudia Scanzoni
- 1978 - Giovanna Stedile
- 1979 - Maria Luisa Scanzoni
- 1980 - Giovanna Fenti
- 1980 - Maria Luisa Scanzoni
- 1981 - Ilaria Fenti
- 1984 - Dina Donini
- 1985 - Francesca Scanzoni
- 1986 - Dina Donini
- 1987 - Franca Lolli
- 1988 - Laura Fogli
- 1989 - Antonella Bizioli
- 1990 - Laura Fogli
- 1991 - Laura Fogli
- 1992 - Dina Donini
- 1993 - Dina Donini
- 1994 - Laura Fogli
- 1995 - Laura Fogli
- 1996 - Clare Fielding
- 1997 - Marilisa Manzino
- 1998 - Ludmilla Pedrova
- 1999 - Ludmilla Pedrova
- 2000 - Asha Tonolini
- 2001 - Asha Tonolini
- 2002 - Tiziana Di Sessa
- 2003 - Vivian Cheruyot
- 2004 - Asha Tonolini
- 2005 - Asha Tonolini
- 2006 - Cristina Scolari
- 2007 - Cristina Scolari
- 2008 - Maria Grazia Roberti
- 2009 - Maria Grazia Roberti
- 2010 - Maria Grazia Roberti
- 2011 - Maria Grazia Roberti
- 2012 - Laia Andreu Trias (Spagna)
- 2013 - Isabella Morlini
- 2014 - Isabella Morlini
- 2015 - Laia Andreu Trias
- 2016 - Isabella Morlini
- 2017 - Laia Andreu Trias
- 2018 - Laia Andreu Trias
- 2019 - Annalaura Mugno
- 2020 - Annalaura Mugno
- 2021 - Gara non disputata
- 2022 - Annalaura Mugno
- 2023 - Celia Balcells Serra (Spagna)